# Rekordy Rangers F.C.
Artykuł prezentuje rekordy Rangers F.C. osiągnięte przez klub, jego piłkarzy i menedżerów na przestrzeni ponad 140 lat.

## Rekordy światowe
- Najwięcej oficjalnych trofeów: 115
- Najwięcej tytułów mistrzowskich: 54
- Najwięcej krajowych potrójnych koron: 7
- Największa procentowa liczba ligowych zwycięstw w sezonie: 100% (sezon 1898/1899)
- Najwyższa frekwencja w ligowym meczu na czwartym poziomie rozgrywek: 50 048 (Rangers vs Berwick Rangers, 04.05.2013)

## Rekordy klubowe

### Mecze
- Pierwszy mecz: przeciwko Callander (0:0, ??.05.1872)
- Pierwszy mecz w Pucharze Szkocji: przeciwko Oxford (2:0, 12.10.1874)
- Pierwszy mecz w Pucharze Anglii: przeciwko Everonovi (1:0, 30.10.1886)
- Pierwszy mecz ligowy: przeciwko Hearts (5:2, 16.08.1890)
- Pierwszy mecz na Ibrox Stadium: przeciwko Hearts (3:1, 30.12.1899)
- Pierwszy mecz w Pucharze Ligi Szkockiej: przeciwko St Mirren (4:0, 21.09.1946)
- Pierwszy mecz w europejskich pucharach: przeciwko Nice (2:1, 24.10.1956)

- Najwyższa wygrana: 13:0 (przeciwko Possilpark, 06.10.1877), 13:0 (przeciwko Uddingston, 10.11.1877), 13:0 (przeciwko Kelvinside, 28.09.1889)
- Najwyższa wygrana w rozgrywkach ligowych: 10:0 (przeciwko Hibernianowi, 24.12.1898)
- Najwyższa wygrana w rozgrywkach Pucharu Szkocji: 13:0 (przeciwko Possilpark, 06.10.1877), 13:0 (przeciwko Uddingston, 10.11.1877), 13:0 (przeciwko Kelvinside, 28.09.1889)
- Najwyższa wygrana w rozgrywkach Pucharu Ligi Szkockiej: 9:1 (przeciwko St Johnstone, 15.08.1964)
- Najwyższa wygrana w europejskich pucharach: 10:0 (przeciwko Valletta, 28.09.1983)
- Najwięcej bramek w meczu: 14:2 (przeciwko Blairgowrie, 20.01.1934)

- Najwyższa porażka: 2:10 (przeciwko Airdrieonians, 06.02.1886)
- Najwyższa porażka w rozgrywkach ligowych: 0:6 (przeciwko Dumbarton, 04.05.1892)
- Najwyższa porażka w rozgrywkach Pucharu Szkocji: 0:6 (przeciwko Aberdeen, 10.04.1954)
- Najwyższa porażka w rozgrywkach Pucharu Ligi Szkockiej: 1:7 (przeciwko Celticowi, 19.10.1957)
- Najwyższa porażka w europejskich pucharach: 0:6 (przeciwko Realowi Madryt, 09.10.1963)

### Bramki
- Najwięcej bramek zdobytych w jednym sezonie w rozgrywkach ligowych: 118 (w 38 meczach, sezon 1933/1934)
- Najmniej bramek zdobytych w jednym sezonie w rozgrywkach ligowych: 41 (w 18 meczach, sezon 1892/1893), 41 (w 18 meczach, sezon 1894/1895)
- Najwięcej bramek straconych w jednym sezonie w rozgrywkach ligowych: 55 (w 38 meczach, sezon 1925/1926), 55 (w 38 meczach, sezon 1938/1939)
- Najmniej bramek straconych w jednym sezonie w rozgrywkach ligowych: 15 (w 18 meczach, sezon 1897/1898)

### Punkty
- Najwięcej punktów w sezonie (2 za zwycięstwo):  76 (w 42 meczach, sezon 1920/1921)
- Najwięcej punktów w sezonie (3 za zwycięstwo):  97 (w 38 meczach, sezon 2002/2003)
- Najmniej punktów w sezonie (2 za zwycięstwo):  20 (w 18 meczach, sezon 1893/1894)
- Najmniej punktów w sezonie (3 za zwycięstwo):  69 (w 36 meczach, sezon 1994/1995)

### Frekwencja
- Najwyższa frekwencja: 143 570 widzów (27.03.1948, Puchar Szkocji, Hampden Park (N) – Rangers vs Hibernian)
- Najwyższa domowa frekwencja: 118 567 widzów (02.01.1939, Scottish Division One, Ibrox Stadium - Rangers vs Celtic)
- Najniższa domowa frekwencja: 5 000 widzów (23.09.1981, Puchar Ligi Szkockiej, Ibrox Stadium - Rangers vs Brechin City)

## Rekordy indywidualne

### Występy
- Najwięcej występów we wszystkich rozgrywkach: John Greig (755)
- Najwięcej występów w rozgrywkach ligowych: Sandy Archibald (513)
- Najwięcej występów w rozgrywkach Pucharu Szkocji: Alec Smith (74)
- Najwięcej występów w rozgrywkach Pucharu Ligi Szkockiej: John Greig (121)
- Najwięcej występów w europejskich pucharach: Barry Ferguson (82)
- Najwięcej występów w jednym sezonie: Carlos Cuellar (65 - 2007/2008)
- Najwięcej występów z rzędu: William Robb (241 - 13.04.1920-31.10.1925)

- Najmłodszy zawodnik: Derek Ferguson (16 lat, 24 dni - 24.08.1983 przeciwko Queen of the South)
- Najstarszy zawodnik: David Weir (41 lat, 77 dni - 26.07.2011 przeciwko Malmö)
- Najstarszy debiutant: Billy Thomson (37 lat, 50 dni - 01.04.1995 przeciwko Dundee United)
- Najdłużej grający zawodnik: Dougie Gray (22 lata - 27.07.1925-??.??1947)

Lista zawodników z największą liczbą występów
Uwzględnione zostały jedynie mecze oficjalne.
| #  | Imię i nazwisko  | Lata                | Liga | Puchar Szkocji | Puchar Ligi | Europa | Suma |
| -- | ---------------- | ------------------- | ---- | -------------- | ----------- | ------ | ---- |
| 1  | John Greig       | 1961–1978           | 498  | 72             | 121         | 64     | 755  |
| 2  | Sandy Jardine    | 1964–1982           | 451  | 64             | 107         | 52     | 674  |
| 3  | Ally McCoist     | 1983–1998           | 418  | 47             | 62          | 54     | 581  |
| 4  | Sandy Archibald  | 1917–1934           | 513  | 67             | 0           | 0      | 580  |
| 5  | David Meiklejohn | 1919–1936           | 490  | 73             | 0           | 0      | 563  |
| 6  | Dougie Gray      | 1925–1947           | 490  | 65             | 0           | 0      | 555  |
| 7  | Derek Johnstone  | 1970–1983 1985–1986 | 369  | 57             | 86          | 38     | 550  |
| 8  | Davie Cooper     | 1977–1989           | 376  | 49             | 77          | 38     | 540  |
| 9  | Peter McCloy     | 1970–1986           | 351  | 55             | 86          | 43     | 535  |
| 10 | Ian McColl       | 1945–1960           | 360  | 59             | 100         | 7      | 526  |

### Bramki
- Najwięcej bramek we wszystkich rozgrywkach: Ally McCoist (355)
- Najwięcej bramek w rozgrywkach ligowych: Ally McCoist (251)
- Najwięcej bramek w rozgrywkach Pucharu Szkocji: Jimmy Fleming (44)
- Najwięcej branek w rozgrywkach Pucharu Ligi Szkockiej: Ally McCoist (54)
- Najwięcej bramek w europejskich pucharach: Ally McCoist (21)
- Najwięcej bramek z rzutów karnych: Johnny Hubbard (54)
- Najwięcej hat-tricków: Ally McCoist (28)

- Najwięcej bramek w jednym sezonie: Jim Forrest (57 - 1964/1965)
- Najwięcej bramek w jednym sezonie w rozgrywkach ligowych: Sam English (44 - 1931/1932)
- Najwięcej bramek w jednym meczu: Jimmy Fleming (9 - 20.01.1934 przeciwko Blairgowrie)
- Najwięcej bramek w jednym meczu ligowym: Jimmy Smith (6 - 15.08.1933 przeciwko Ayr United; 11.08.1934 przeciwko Dunfermline), Davie Wilson (6 - 17.03.1962 przeciwko Falkirk)
- Najwięcej bramek w jednym meczu Pucharu Szkocji: Jimmy Fleming (9 - 20.01.1934 przeciwko Blairgowrie)
- Najwięcej bramek w jednym meczu Pucharu Ligi Szkockiej: Jim Forrest (5 - 30.10.1965 przeciwko Hamilton Academical)
- Najwięcej bramek w jednym meczu europejskich pucharów: Dave McPherson (4 - 14.09.1983 przeciwko Valetta)

- Najmłodszy strzelec: Derek Johnstone (16 lat, 319 dni - 19.09.1970 przeciwko Cowdenbeath)
- Najstarszy strzelec: David Weir (38 lat, 183 dni - 09.11.2008 przeciwko Kilmarnock)
- Najdłuższa passa bez straconej bramki: (1196 minut - Chris Woods, 29.11.1986-31.01.1987)

- Najszybciej strzelona bramka: Kris Boyd (32 sekunda - 03.11.2007 przeciwko Inverness Caledonian Thistle)
- Najszybciej stracona bramka: Anthony Stokes (12 sekunda - 27.12.2009 przeciwko Hibernianowi)

Lista zawodników z największą liczbą zdobytych bramek
Uwzględnione zostały jedynie mecze oficjalne. W nawiasach liczba występów.
| #  | Imię i nazwisko | Lata                | Liga      | Puchar Szkocji | Puchar Ligi | Europa  | Suma      |
| -- | --------------- | ------------------- | --------- | -------------- | ----------- | ------- | --------- |
| 1  | Ally McCoist    | 1983–1998           | 251 (418) | 29 (47)        | 54 (62)     | 21 (54) | 355 (581) |
| 2  | Bob McPhail     | 1927–1940           | 230 (354) | 31 (54)        | 0           | 0       | 261 (408) |
| 3  | Jimmy Smith     | 1930–1946           | 225 (234) | 24 (25)        | 0           | 0       | 249 (259) |
| 4  | Jimmy Fleming   | 1925–1934           | 176 (225) | 44 (42)        | 0           | 0       | 220 (267) |
| 5  | Derek Johnstone | 1970–1983 1984–1985 | 132 (369) | 30 (57)        | 39 (86)     | 9 (38)  | 210 (550) |
| 6  | Ralph Brand     | 1954–1965           | 118 (355) | 13 (37)        | 27 (59)     | 12 (58) | 206 (317) |
| 7  | William Reid    | 1909–1920           | 188 (217) | 7 (13)         | 0           | 0       | 195 (230) |
| 8  | Willie Thornton | 1936–1954           | 144 (224) | 21 (34)        | 29 (50)     | 0       | 194 (308) |
| 9  | Robert Hamilton | 1897–1908           | 157 (175) | 27 (34)        | 0           | 0       | 184 (209) |
| 10 | Andy Cunningham | 1914–1929           | 162 (350) | 20 (39)        | 0           | 0       | 182 (389) |

### Transfery
- Najwyższa kwota uzyskana ze sprzedaży zawodnika: 9 000 000 funtów (Alan Hutton - 30.01.2008 do Tottenhamu Hotspur)
- Najwyższa kwota wydana na zakup zawodnika: 12 000 000 funtów (Tore André Flo - 23.11.2000 z Chelsea)

## Rekordy menedżerskie
- Pierwszy menedżer: William Wilton (27.05.1899 - 20.05.1920)
- Pierwszy zagraniczny menedżer: Dick Advocaat (01.06.1998 - 12.12.2001)
- Najdłużej pracujący menedżer: Bill Struth (20.05.1920 - 15.06.1954)
- Najkrócej pracujący menedżer: Paul Le Guen (09.05.2006 - 04.01.2007)